# Onobrychis fallax
Onobrychis fallax är en ärtväxtart som beskrevs av Josef Franz Freyn och Paul Ernst Emil Sintenis. Onobrychis fallax ingår i släktet esparsetter, och familjen ärtväxter. Inga underarter finns listade i Catalogue of Life.